# Vlag van Aust-Agder

Vlag van Aust-Agder

De vlag van Aust-Agder is op 12 december 1958 officieel ingesteld als de provincievlag van de Noorse provincie Aust-Agder. De vlag bestaat uit vijf gelijke banen in de kleuren rood en geel. Dit ontwerp werd gekozen om het belang van hout te symboliseren, zowel voor de export naar het Europese continent als voor de scheepsbouwindustrie in het graafschap.
De vlag toont hetzelfde beeld als het gemeentewapen.
Op 1 januari 2020 fuseerde de provincie Aust-Agder met Vest-Agder tot de nieuwe provincie Agder waardoor het gebruik hiervan als provincievlag is komen te vervallen.

## Verwante afbeeldingen

Wapen van Aust-Agder